# روبرتو غارسيا
روبرتو غارسيا (بالإسبانية: Roberto García Cabello) (4 فبراير 1980 مدريد إسبانيا - ) هو لاعب كرة قدم إسباني يلعب كمهاجم.

## روابط خارجية
- روبرتو غارسيا على موقع قاعدة بيانات كرة القدم.إي يو (الإنجليزية)
- روبرتو غارسيا على موقع Soccerway.com (الإنجليزية)
- روبرتو غارسيا على موقع AS.com (الإسبانية)